# جيل تشرشل
جيل تشرشل (بالإنجليزية: Jill Churchill)‏ (11 يناير 1943، كانساس سيتي في الولايات المتحدة)؛ روائية أمريكية. درست في جامعة كانساس.